# Rogzower Mühle
Rogzower Mühle, auch Wassermühle genannt, ist ein ehemaliger Wohnplatz (Wüstung) in Hinterpommern. Die Wüstung liegt heute im Gebiet der Woiwodschaft Westpommern in Polen.
Die Rogzower Mühle lag etwa 1 Kilometer östlich des Dorfes Rogzow am Leppiner Bach, gut 1 Kilometer vor dessen Mündung in das Krumme Wasser.
In Ludwig Wilhelm Brüggemanns Beschreibung des Herzogtums Vor- und Hinterpommern (1784) ist sie genannt als „Wassermühle, die nahe bei dem Dorfe in einem tiefen Thale liegt, und von einem kleinen Bache getrieben wird, der sich in das krumme Wasser ergießet“.
Die Mühle gehörte zunächst zum Gutsbezirk Rogzow und nach dessen Auflösung zur Landgemeinde Rogzow. Mit der Landgemeinde Rogzow gehörte der Wohnplatz Wassermühle bis 1945 zum Kreis Kolberg-Körlin der preußischen Provinz Pommern.
Im Jahre 1885 wurden 13 Einwohner gezählt, im Jahre 1895 11 Einwohner und im Jahre 1905 17 Einwohner. Die letzte Besitzerin war bis 1945 Marie Pommerening.
1945 kam der Ort, wie ganz Hinterpommern, an Polen. Heute liegt er wüst. Die Wüstung befindet sich im Gebiet der Gmina Sławoborze (Landgemeinde Stolzenberg) in der Woiwodschaft Westpommern.